# Валя-Маре (Киндешть, Димбовіца)
Валя-Маре (рум. Valea Mare) — село у повіті Димбовіца в Румунії. Входить до складу комуни Киндешть.
Село розташоване на відстані 101 км на північний захід від Бухареста, 28 км на північний захід від Тирговіште, 134 км на північний схід від Крайови, 74 км на південний захід від Брашова.

## Населення
За даними перепису населення 2002 року у селі проживала 181 особа, усі — румуни. Усі жителі села рідною мовою назвали румунську.